# 873 a.C.
L'873 a.C. (DCCCLXXIII a.C. in numeri romani) è un anno  del IX secolo a.C.

## Eventi
- Giosafat succede al padre Asa sul trono del Regno di Giuda (cronologia di Albright)

## Morti
- Asa